# Ilha Kugong
A Ilha Kugong é uma ilha do Arquipélago Ártico Canadiano, localizada na Baía de Hudson, no território de Nunavut, Canadá. Tem 321 km² de área.
Administrativamente está integrada na Região de Qikiqtaaluk de Nunavut. É a mais ocidental ilha do grupo das ilhas Belcher. Tal como a ilha Flaherty, ilha Innetalling e a ilha Tukarak, é uma das quatro grandes ilhas do grupo. As ilhas Kugong e Flaherty estão separadas pelo Churchill Sound.